# Sierra Blanca
Sierra Blanca este o arie protejată (arie specială de conservare — SAC, sit de importanță comunitară — SCI) din Spania întinsă pe o suprafață de 6.547,74 ha, integral pe uscat.

## Localizare
Centrul sitului Sierra Blanca este situat la coordonatele 36°34′24″N 4°53′55″W / 36.5734°N 4.8985°V.

## Înființare
Situl Sierra Blanca a fost declarat sit de importanță comunitară în decembrie 1997 pentru a proteja 43 de specii de animale. Situl a fost protejat și ca arie specială de conservare în martie 2015.

## Biodiversitate
Situată în ecoregiunea mediteraneană, aria protejată conține 16 habitate naturale: Lande oro-mediteraneene cu formațiuni endemice de grozamă, Pante stâncoase calcaroase cu vegetație casmofită, Matorral arborescenți cu Juniperus spp., Păduri de Quercus ilex și Quercus rotundifolia, Păduri de Castanea sativa, Dehesas cu Quercus spp. perene, Galerii și tufărișuri riverane sudice (Nerio-Tamaricetea și Securinegion tinctoriae), Grohotișuri termofile și vest-mediteraneene, Galerii de Salix alba și de Populus alba, Tufărișuri termo-mediteraneene și de pre-deșert, Păduri de Quercus suber, Pajiști umede mediteraneene cu ierburi înalte de Molinio-Holoschoenion, Păduri de Abies pinsapo, Păduri de pin mediteraneene cu pini mezogeni endemici, Pseudostepă cu ierburi și specii anuale de Thero-Brachypodietea, Păduri de Olea și Ceratonia.
La baza desemnării sitului se află mai multe specii protejate:
- păsări (28): pescăruș albastru (Alcedo atthis), fâsă-de-câmp (Anthus campestris), Apus caffer, acvilă de munte (Aquila chrysaetos), Aquila fasciata, buha (Bubo bubo), Certhia brachydactyla, barză neagră (Ciconia nigra), șerpar (Circaetus gallicus), porumbel gulerat (Columba palumbus), Falco naumanni, șoim călător (Falco peregrinus), cinteză (Fringilla coelebs), Galerida theklae, vulturul pleșuv sur (Gyps fulvus), acvilă pitică (Hieraaetus pennatus), forfecuță gălbuie (Loxia curvirostra), ciocârlie de pădure (Lullula arborea), ciocârlie de bărăgan (Melanocorypha calandra), muscar sur (Muscicapa striata), vultur egiptean (Neophron percnopterus), Oenanthe leucura, pițigoi de brădet (Periparus ater), Pyrrhocorax pyrrhocorax, mărăcinar negru (Saxicola torquatus), silvie roșcată (Sylvia cantillans), silvie de tufiș (Sylvia undata), pănțărușul (Troglodytes troglodytes)
- amfibieni (1): Discoglossus galganoi
- mamifere (9): vidră de râu (Lutra lutra), liliac cu aripi lungi (Miniopterus schreibersii), liliac cu urechi de șoarece (Myotis blythii), liliac cărămiziu (Myotis emarginatus), liliac comun (Myotis myotis), liliacul mediteranean cu potcoavă (Rhinolophus euryale), liliacul mare cu potcoavă (Rhinolophus ferrumequinum), liliacul mic cu potcoavă (Rhinolophus hipposideros), liliacul cu potcoavă a lui méhely (Rhinolophus mehelyi)
- pești (3): Alosa alosa, Alosa fallax, Pseudochondrostoma willkommii
- reptile (2): țestoasa de baltă (Emys orbicularis), Mauremys leprosa

Pe lângă speciile protejate, pe teritoriul sitului au mai fost identificate 25 de specii de plante, 17 specii de păsări, 4 specii de amfibieni, 7 specii de mamifere, 1 specie de nevertebrate, 2 specii de pești, 1 specie de reptile.